# Massakern vid Lod flygplats
Massakern vid Lod flygplats, var en terroristattack som inträffade den 30 maj 1972, när tre medlemmar av den japanska röda armén, rekryterade av den palestinska gruppen som kallades Popular Front for the Liberation of Palestine – External Operations (PFLP-EO), attackerade Lod flygplats (nu Ben Gurions internationella flygplats) i Tel Aviv, Israel och dödade 26 människor och skadade 80. Två av terroristerna dödades, medan Kōzō Okamoto tillfångatogs efter att ha sårats.
De döda bestod av sjutton kristna pilgrimer från Puerto Rico, en kanadensisk medborgare och åtta israeler, inklusive professor Aharon Katzir, en internationellt känd proteinbiofysiker, vars bror, Ephraim Katzir, valdes till Israels president året därpå.
Eftersom flygplatsens säkerhetskontroll var inriktad på möjligheten av en palestinsk attack, överraskades vakterna av användningen av japanska terrorister. Attacken har ofta beskrivits som ett självmordsuppdrag, men det har också hävdats att det var resultatet av en större operation (uppgifter som återstår opublicerade) som gick snett. De tre gärningsmännen—Okamoto, Tsuyoshi Okudaira och Yasuyuki Yasuda—hade utbildats i Baalbek, Libanon. Själva planeringen sköttes av Wadie Haddad (alias Abu Hani), chef för PFLP-EO, med lite input från Okamoto. I de omedelbara efterdyningarna spekulerade nyhetsmagasinet Der Spiegel i att medel hade tillhandahållits genom fem miljoner amerikanska dollar i lösen betalats av den västtyska regeringen i utbyte mot gisslan av det kapade Lufthansa Flight 649 i februari 1972.